# Монастир кармелітів босих (Персенківка)
Монасти́р кармелі́тів бо́сих і косте́л Ма́тері Бо́жої Шкапле́рної — колишній культовий комплекс у Львові, розташований за адресою вул. Персенківка, 10, в історичній місцевості під назвою Персенківка.

## Історія

### Передумови побудови нового монастиря
Внаслідок декрету Йосифа II від 12 січня 1782 року кармеліти босі втратили монастир у Львові при нинішній вулиці Винниченка 1784 року. Ченців примусово переселено до міста Заґуж, а їх монастир спочатку був переданий орденові реформатів, а пізніше — кармелітам черевичковим (нині це Храм Архистратига Михаїла і монастир студитів). У часи Другої Речі Посполитої кармеліти робили спроби повернення втраченого майна. Однак львівський монастир повернути не вдалось, відтак прийнято рішення про будівництво нового. Зокрема одним із завдань було влаштування філософсько-теологічної колегії при монастирі.
1930 року провінціал Антоній Фощинський звернувся до магістрату у справі купівлі 3 моргів землі у Персенківці — місцевості, щойно включеній до меж міста поблизу «Східних торгів». Кармеліти висловили побажання, придбати ділянку приблизно між іподромом і залізничною колією. Однак ідея кармелітів не до кінця узгоджувалось із тодішньою містобудівною концепцією Львова. Близько року тривали перемовини. Пропонувались різні ділянки, але усі — далі (південніше) відносно жаданої кармелітами території. Нарешті земля, обрана кармелітами ще на самому початку, була придбана у міста у 1931 році. Це була кутова ділянка площею 1,789 га у місці де до вулиці Персенківки примикала вулиця Освіча (парна сторона Освічої). Оплата проводилась частинами протягом 5 років і остаточна угода купівлі-продажу була підписана 9 квітня 1936 року, коли монастир був збудований більш ніж на половину.

### Хроніка будівництва
У 1931 році монастирським хроністом занотовано, що із пропозиціями щодо майбутнього будівництва зверталась «Спілка архітекторів Людомила Гюрковича і Станіслава Маліни».
Проект храмового комплексу розробив Людомил Гюркович. Збереглись оригінали проекту (1932 р.) і перший ескіз (1931 р.) — усі підписані Гюрковичем. Спілка опрацювала кошторис, згідно з яким вартість будівництва за виключенням деяких елементів становила 470 тис. злотих. Цікавим є те, що до якоїсь міри посередником у зв'язках Гюрковича і кармелітів міг бути брат Гюрковича — Адам, катехит в IV державній гімназії та капелан кармеліток босих.
Велося будівництво власним коштом кармелітів. Керівником будівництва призначено Володимира Ващишина. Зі сторони кармелітів відповідальним призначено отця Андрія (Франц Ґдовський), чиї записи стали основним матеріалом для відновлення хронології подій. На початку квітня 1932 року почато роботи зі спорудження фундаменту, на початку травня підведено водопровід, почато гасіння вапна. Річковий шутер для бетонування привезено зі Стрия і Давидова. Значний рівень безробіття полегшував найняття працівників і щодня до будівництва вдавалось залучити кількадесят осіб. В серпні того ж року вже було збудовано два поверхи монастиря. Однак ще у червні магістрат висунув вимогу припинити роботи, через відсутність дозволів на будівництво. Інспекція воєводства обстежила об'єкт і завдяки втручанню керівництва церкви і архітекторів, дала дозвіл на продовження робіт. Було, однак заборонено будувати спроектовану Гюрковичем високу вежу, через протести власника сусідньої ділянки.
У вересні магістрат знову примусово зупинив будівництво із вимогою внести зміни до проекту. Вимагалось ступінчастий фронтон замінити трикутним. Проект перероблено швидко, однак міські чиновники зволікали із затвердженням, а недобудований храм взято під поліційну варту. Після втручанню архієпископа і президента міста, варту знято і продовжено будівництво. Цікавим є факт, що формальний дозвіл на будівництво було видано лише 27 лютого 1933 року.
5 лютого 1933 Болеслав Твардовський освятив наріжний камінь тимчасової каплиці. У червні 1933 року підвали монастиря затопила вода, котру відкачано лише у серпні. Влаштовано каналізацію із власним колектором поєднаним із міською каналізаційною системою. Покращилось транспортне сполучення завдяки відкриттю нової трамвайної лінії із кінцевою зупинкою біля Костелу св. Софії. 15 лютого 1934 року Гюркович повідомив про розрив спілки зі Станіславом Маліною. У травні зроблено електричну проводку. 19 липня 1935 року викуплено у власників сусідні земельні ділянки розміром 0,6713 га. У тому ж році келії оснащено печами (усього 30).
1936 року новим настоятелем монастиря став отець Григорій (Болеслав Садовський), котрий зайнявся активною діяльністю зі збирання коштів на завершення будівництва, з цією метою створив спеціальний комітет, куди входили чільні міські чиновники разом із президентом міста Станіславом Островським, а також деякі посадові особи державних і приватних підприємств Львова. 24 січня 1936 року проведено телефон. В березні Володимир Ващишин виконав обміри кухонної печі у краківському Монастирі кармелітів, що на вулиці Раковицькій, для облаштування подібного у Львові.
9 травня 1937 року для збору коштів на завершення будівництва було влаштовано благодійний концерт Львівського академічного хору у будинку польського «Сокола» (нині будинок № 8 на вул. Дудаєва). Диригував Франц Рилінг, солістка Ольга Сікорська-Ґродзінська, акомпанували віолончелісти Адам Шмара (проф. консерваторії) і Ірена Ліпчинська. 28 жовтня 1937 року у магістраті відбулась чергова зустріч. Кармеліти домовились про будівництво дороги. Коштом міста планувалось закупити бруківку і виконати роботи із мощення дороги.
16 липня 1938 року, на свято Матері Божої Шкаплерної, архієпископ Болеслав Твардовський у присутності представників церковної та міської влади освятив костел. Після освячення будівельні роботи було продовжено. Зокрема переобладнано систему опалення храму (попередня виявилась неефективною). 20 листопада електростанцією почато роботи з електрифікації костелу, виконані безоплатно.
10 липня 1939 року Комунальна ощадна каса зробила пожертву розміром 500 злотих. Остання згадка про довоєнне життя храму стосується пожертви біжутерії Анною Ґіртлер де Клебор для побудови головного вівтаря.

### Друга світова війна і подальша доля монастиря
В часи Другої світової монастир зайняла радянська армія. Потім — німецька військово-будівельна команда (т. зв. Організація Тодта нім. Organisation Todt). В цей час відбувались активні перебудови і перепланування. Збудована нова сходова клітка, деякі келії переобладнано на ванні кімнати. Площа перед костелом була зайнята польовою кухнею, частина площі заставлена важкою військовою технікою. 6 травня 1946 кармеліти остаточно полишили Львів у рамках програми репатріації поляків. Костел і монастир перетворено на магазин і станцію техобслуговування. До 2012 року комплекс був поділений між Львівським автобусним заводом і ВАТ «Укравтобуспром». Декілька років тому ЛАЗ збанкрутів та припинив своє існування, а приміщення святині знаходиться у повному запустінні та руйнується під впливом природних та людських чинників.

## Опис храму
Монастир розміщений на розі вулиць Персенківки і неіснуючої нині Освічої. Має центральний вхід із вулиці Освічої і фасад розміщений паралельно до неї. Донині є номером 10 на вулиці Персенківці.
Храм має форму прямокутної тринавної базиліки. Вівтарна частина відділена від основного приміщення внаслідок невеликого підвищення підлоги. Зі східного боку до храму був прибудований ґанок. Із західного, за планом, мала б бути зведена квадратна за перетином вежа. Замість неї були прибудовані приміщення келій. Храм цегляний, тинькований, перекриття та колони — залізобетонні. Дах храму і монастиря вкритий черепицею, над східною навою черепиця втрачена і замінена бляхою.
Фасад костелу прикрашала різьблена фігура Богородиці, висотою 2,6 м, поставлена в нішу, а також вікно-розетка. Перед храмом була встановлена фігура Св. Йосипа висотою 1,5 м. Обидві скульптури виконав Мар'ян Шпіндлер. Загальний стиль костелу поєднував в собі поміркований модерн та окремі деталі стилю традиційних костелів кармелітів XVII—XVIII століть. Також помітний вплив образу храму Матері Божої Остробрамської. Тимчасовий вівтар прикрашала точна копія розп'яття, роботи видатного німецького скульптора Віта Ствоша, виконана львівським майстром Анджеєм Альбрехтом.

## Оздоблення храму
5 лютого 1933 кармелітки босі подарували костелові невеликий вівтар з іконою Богоматері із Немовлям Ісусом в оточені св. Йоана і св. Терези. 19 жовтня 1933 Гюркович і Маліна подарували стальний хрест розміщений на аттику. У 1934 році Катажиною Кушнєж подаровано ікону Ісуса Христа, що страждає. 13 лютого 1936 мешканці Персенківки подарували скульптуру Матері Божої Шкаплерної виконаної на зразок аналогічної з гори Кармель. У травні 1937 року сестри-домініканки подарували церковну білизну, комжі, корпорали, пурифікатори. Перед посвяченням костелу в 1938 році було відремонтовано тимчасовий головний вівтар, привезений із Кракова. Того ж року краківська фірма M. Rothe подарувала ліхтарі із зображеннями Матері Божої Шкаплерної.
15 червня 1939 Марія Кулікова подарувала храмові розп'яття — точну копію скульптури Віта Ствоша, виконану львівським скульптором Анджеєм Альбрехтом. 7 липня привезено ікону до головного вівтаря, намальовану сестрою-бернардинкою Францискою Вєжбицькою. Владислав Коважик, згідно з заповітом померлої дружини, подарував храмові образ Зняття з хреста.
Алебастрові вівтарі для храму планувалось виготовити на Фабриці алебастрових виробів князів Чарторийських у Журавно. Зберігся проект авторства Юзефа Шестакевича. Однак через високу ціну і занедбання Шестакевичем справи, керівництво звернулося до Франциска Мончинського, який 12 травня 1939 приїхав до монастиря, виготовив проект мармурових вівтарів і замовив фірмі Трембецького у Кракові. До початку війни вівтарі не реалізовано.